# 백혈구

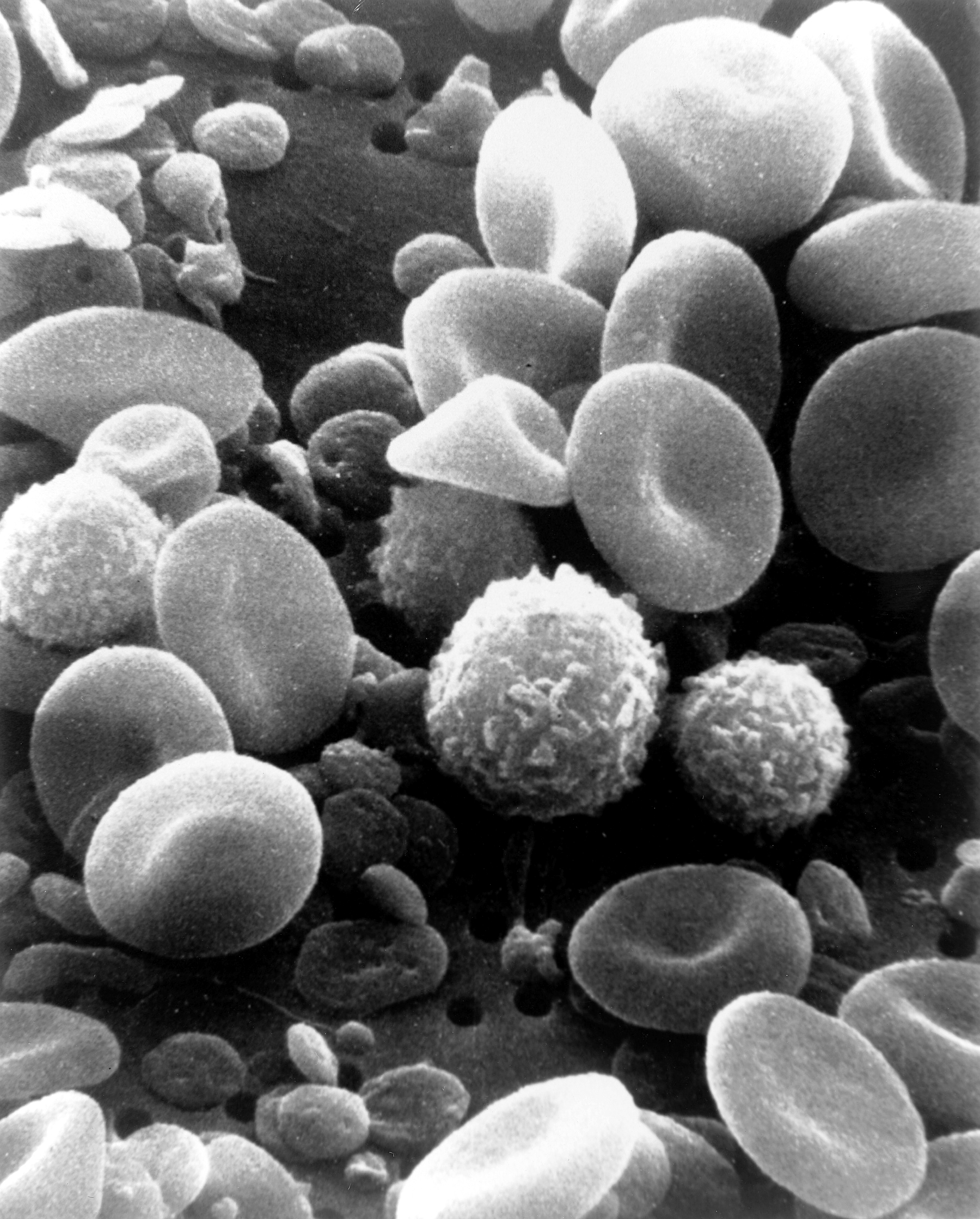
백혈구

백혈구(白血球,영어: leukocyte, white blood cell, WBC)는 혈액에서 적혈구를 제외한 나머지 세포들을 일컫는다. 백혈구는 혈액을 원심분리할 때 혈장층과 적혈구층 사이에 흰색의 층인 '버피 코트'(buffy coat)를 형성하며, 이 층의 색이 희기 때문에 백혈구라고 한다. 정상 성인은 혈액 1L 당 약 4.5~11.0×109개를 가지고 있으며, 이 수는 적혈구와 비교하면 상당히 적은 양이다. 적혈구와 마찬가지로 골수에서 생성되거나 가슴샘(흉선)등에서 생성되며 수명은 백혈구의 종류에 따라 다르다.
이처럼 백혈구(白血球)는 혈액의 유형 성분 가운데 하나이며. 골수, 지라, 림프샘에서 만들어진다. 적혈구보다 크고, 무색의 핵이 있으며, 과립 백혈구ㆍ림프구ㆍ단핵구로 나뉜다. 식세포 작용, 면역 작용 따위의 기능이 있다.

## 백혈구의 분류

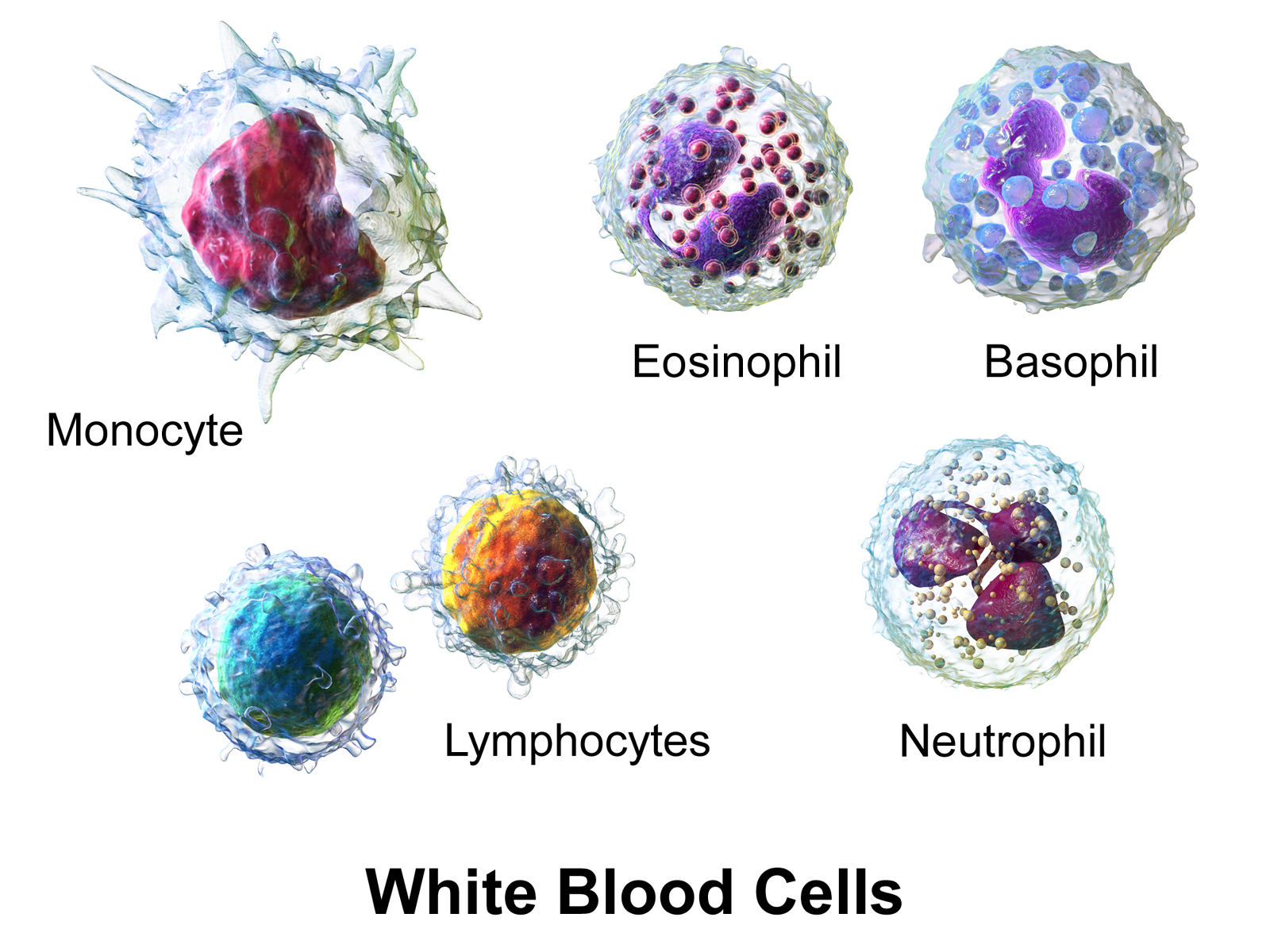
다양한 종류의 백혈구를 3차원 렌더링한 모습.

백혈구는 적혈구와 달리 종류가 다양한데, 세포질의 특이 과립의 존재 여부에 따라 크게 과립성 백혈구(顆粒性 白血球, granulocyte)와 무과립성 백혈구(無顆粒性 白血球, agranulocyte)로 나눈다. 과립성 백혈구에는 호산구(好酸球, eosinophil), 호염기구(好鹽基球, basophil), 호중구(好中球, neutrophil)가 있다. 과립성 백혈구는 염증반응에 관여한다. 무과립성 백혈구에는 림프구(림프球, lymphocyte)와 단핵구(單核球, monocyte)가 있다.
| 종류     | 현미경 모습 | 다이어그램 | 성인 중 약 % 참고 항목: Blood values | 지름 (μm)                           | 주요 대상                                                                                                | 수명                                             |
| -------- | ----------- | ---------- | ------------------------------------ | ----------------------------------- | --- | ------------------------------------------------ |
| 호중구   |             |            | 62%                                  | 10~12                               | - 세균 - 균계                                                                                            | 6시간~수일 (비장과 다른 조직에서 수일)           |
| 호산구   |             |            | 2.3%                                 | 10~12                               | - 더 큰 기생물 - 알레르기 염증 반응 조절                                                                 | 8~12일 (4~5시간 동안 순환)                       |
| 호염기구 |             |            | 0.4%                                 | 12~15                               | - 염증 반응을 위해 히스타민 방출                                                                         | 수시간에서 수일                                  |
| 림프구   |             |            | 30%                                  | 작은 림프구는 7~8 큰 림프구는 12~15 | - B세포 - T세포 - CD4+ Th (T 보조) 세포 - CD8+ 세포독성 T세포 - γδ T 세포 - 조절 T 세포 - 자연 살해 세포 | 기억 세포의 경우 수년, 그 밖의 모든 세포는 수주. |
| 단핵구   |             |            | 5.3%                                 | 15~30                               | 단핵구는 혈류로부터 다른 조직으로 이동하한. 대식세포,간 조직내 상주하는 쿠퍼 세포(Kupffer cell)등        | 수시간에서 수일                                  |

### 호중구
호중구는 다엽성 핵이자 원형세포로서 크고 불규칙하며  과립이 원형질에 존재한다.

### 호산구
호산구는 이엽성 핵이자 원형세포로서 크기가 일정한 거칠고 진한 빨간색 과립이 원형질에 존재한다.

### 림프구
림프구는 크기가 크고 둥근 핵이자 원형 세포이다.

### 단핵구
단핵구는 원형이거나 단엽성 핵이며, 콩팥 모양의 큰 원형 세포이다.

## 백혈구 감별계수
백혈구 감별계수(白血球鑑別計數)는 백혈구의 종류와 분포를 측정한 지수이다. 혈액에서 림프구, 큰 포식 세포 및 과립구의 분포 및 종류를 분석하여 수치로 표시한다. 한편 백혈구감소(白血球減少)현상은 백혈구 수가 감소하는 증상으로 면역 결핍이거나 인간면역결핍 바이러스에 감염되면 백혈구 수가 감소한다.

## 관련 질병
- 백혈구 감소증(leucopenia)
  - 호중구 감소증(neutropenia, 호중성 백혈구 감소증)
  - 림프구 감소증(lymphocytopenia)
- 백혈구 증가증(leukocytosis)
  - 호중구 증가증(neutrophilia, 호중성 백혈구 증가증)
  - 호산구 증가증(eosinophilia)

## 같이 보기
- 적혈구
- 혈소판